# Варварина Гора (петроглифы)
Варварина Гора — древние рисунки бронзового века, выполненные красной охрой, относящиеся к «селенгинской» группе петроглифов Забайкалья. Расположены в Заиграевском районе Республики Бурятии. Являются памятником археологии, имеют статус выявленного объекта археологического наследия. Петроглифы представлены изображениями птиц, фигурками людей, аморфными рисунками, группами пятен и линий. Наскальные рисунки сильно повреждены выветриванием и вандализмом.

## Географическое положение
Памятник находится в Заиграевском районе Республики Бурятии примерно в 5 км по дороге от села Новая Брянь на село Старая Брянь в 200 метрах слева от неё, на скалистом останце горы Голубинка (Шаман-Гора). В 11 км вверх по течению реки находится пещера Старая Брянь.
Первоначально в первой публикации академика А. П. Окладникова «Новые петроглифы Прибайкалья и Забайкалья» петроглифы были описаны под названием «Гора Голубинка», но после последующего исследования памятника краеведом А. В. Тиваненко были выявлены существенные расхождения в зафиксированных при калькировании изображений и отнесены им к расположенной неподалёку поселению Варварина Гора.

## Петроглифы

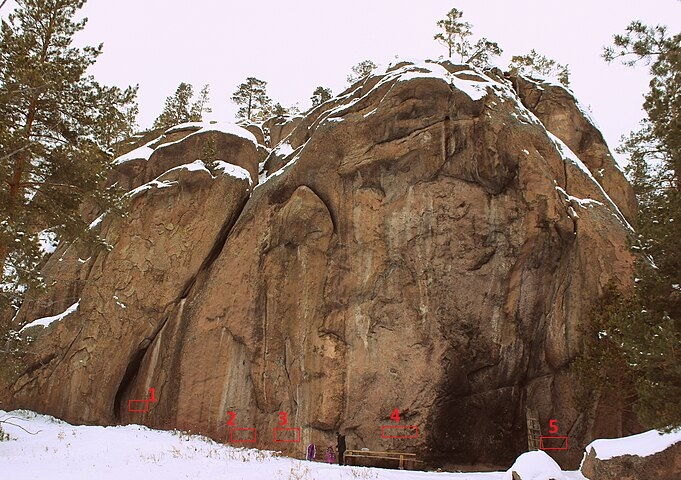
Расположение петроглифов на скале

Во время раскопок позднепалеолитического поселения Варварина Гора Саянским отрядом Северо-Азиатской комплексной экспедиции Института истории, филологии и философии СО АН СССР (сейчас — Институт археологии и этнографии СО РАН) под руководством А. П. Окладникова рядом с ней в 1976 году А. П. Окладниковым, В. И. Молодиным и А. К. Конопацким были открыты наскальные рисунки, относящиеся к бронзовому веку (1-е тысячелетие до н. э.). В 1978 году археологической экспедицией Этнографического музея народов Забайкалья под руководством А. В. Тиваненко был произведен осмотр петроглифов. В 2017 году экспедиция университета Гриффита (Австралия) под руководством археолога И. А. Пономаревой провела обследование и документирование памятника. И. А. Пономаревой было отмечено, что имеются свидетельства поклонения этому памятнику — рядом с ним расположено обо, ветви деревьев вокруг скалы украшены хадаками.
У подножия горы, на скалистом останце (высотой 10—15 метров) горы Голубинка с сильно выветренной кристаллической поверхностью, сложенном из крупнозернистого розового гранита, были найдены древние рисунки, выполненные красной охрой, нанесённые на нижних отвесных плоскостях — по высоте от 10 см до 2,5 м от земли. Во время калькирования рисунков они были в плохой сохранности и выявлялись только при увлажнении поверхности скалы. Охра сильно выцвела и приобрела нежно-малиновую, схожую с цветом скал окраску. Часть рисунков уже была уничтожена вследствие осыпания чешуек гранита. Другая часть сохранилась благодаря небольшим карнизам над ними. Все изображения характерны для «селенгинской» группы петроглифов Забайкалья, но основное отличие в их многоинформационности. в 2017 году И. А. Пономарева отметила, что петроглифы сильно повреждены выветриванием и вандализмом.
Памятник археологии петроглифы Варварина Гора имеет статус выявленного объекта археологического наследия.

## Композиции
Петроглифы связаны единой сюжетной линией и одновременно единокультурны. Выделяют три основные группы рисунков (Композиции I, II, III), расположенных несколько удаленно друг от друга.

### Композиция I
- На рисунке 1 изображены птицы. Рисунок в плохой сохранности, от изображения птиц сохранились только голова и часть туловища, остальные части представлены частично[16].
- Рисунок 2. Изображена фигура человека с непропорционально удлиненными и расставленными ногами и руками и маленькой головой[16].
- Рисунок 3. Фигурка человека с расставленными руками и ногами и непропорциональным туловищем. В левой руке держит предмет похожий на бумеранг[16].
- Рисунок 4. Изображение птицы с широким раздвоенным хвостом и круглой головой. Крылья у неё расправлены и несколько приспущены[16].
- Рисунок 5. Расположен под рисунком 4, на нем изображена круглая оградка с вписанными в неё округлыми точками[16].
- Рисунок 6. Самое большое из всей писаницы изображение птицы. Птица изображена с широко расставленными, чуть приспущенными крыльями и широким, расширяющимся к низу, с едва заметным разветвлением хвостом[16].
- Рисунок 7. Изображена фигурка человека с непропорциональным туловищем и расставленными руками и ногами. Голова изображена как продолжение туловища[16].
- Рисунок 8. Рисунок человека с несколько удлиненным туловищем и опущенными руками. Голова прорисована хорошо. Ноги — одна сплошная линия[16].
- Рисунок 9. Овальное пятно неправильной формы, видимо, остаток какого-то рисунка[16].
- Рисунок 10. Птица с широкими, чуть расправленными крыльями. Голова слабо прорисована[16].
- Рисунок 11. Плохо сохранившееся изображение, представленное в виде нескольких аморфных рисунков[16].
- Рисунок 12. Изображение похожее и на птицу и на человеческую фигурку. Некоторые изображения бывает трудно отличить, где человек, а где изображена птица, так как очень бывают похожи[16].
- Рисунок 13. Разрушенное изображение, осталось только вертикальная полоса различной толщины[16].
- Рисунок 14. Находится на расстоянии 20 см от земли. Изображены две крайне схематичные фигурки людей. Ноги и руки на обоих изображениях расставлены, головы нарисованы в виде круга, как бы вросшие в тело. Около меньшей фигурки нанесено круглое пятно[16].
- Рисунок 15. Представлен двумя горизонтальными линиями соединёнными пятью вертикальными полосами[16].

### Композиция II
- Рисунок 1. Полоса, выполненная бордовой охрой, уходящая вертикально вниз. У полосы есть небольшие ответвления, параллельно с ней проведены ещё две полоски[16].
- Рисунки 2-7. Изображены люди с широко расставленными ногами и руками, головы у них различной величины. Туловища пропорциональные, кроме рисунков 6 и 7, где оно очень короткое. Все изображения объединены единой сюжетной линией[16].
- Рисунок 8. Несохранившиеся изображение, представлено в виде аморфного пятна охры[16].
- Рисунок 9. Овальная точка с несколько размытыми краями[16].
- Рисунок 10. Изображено кольцо неправильной формы, с незаполненной внутренней частью[16].
- Рисунок 11. Полоса нарисованная в виде зигзага, с небольшими ответвлениями. Скорее всего часть разрушенного рисунка[17].
- Рисунок 12. Нанесена на нижней плоскости скалы, которая оказалась обломана, что уничтожило часть рисунка, до нас дошли только три вертикально нарисованные полосы[17].

### Композиция III
Состоит из одного единственного рисунка, на котором изображены фигурки трёх людей, взявшихся за руки. Туловища у фигурок непропорциональные, головы прорисованы невыразительно. Ноги и руки широко расставлены.

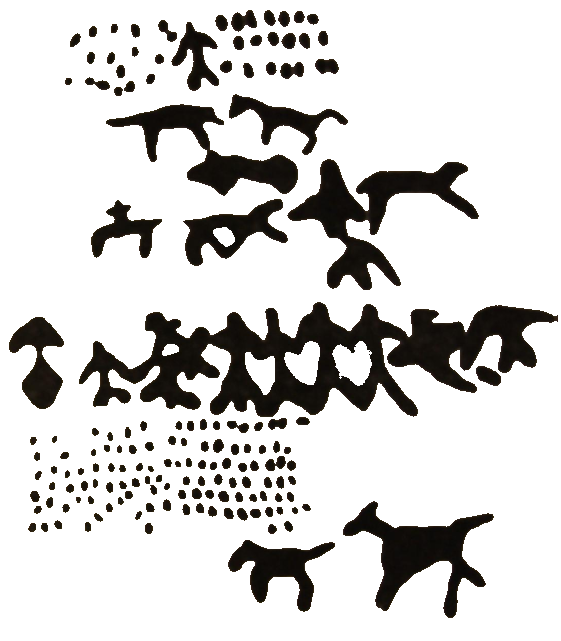
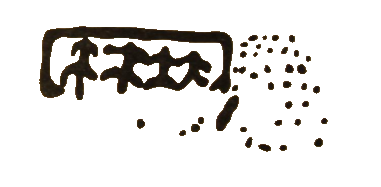
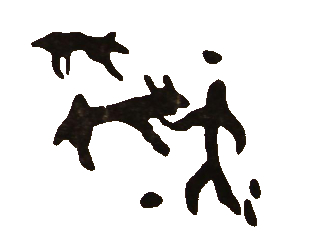
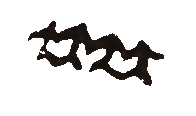
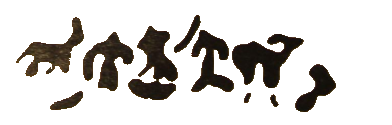
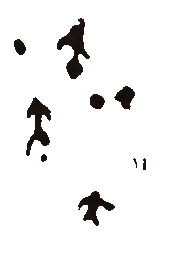
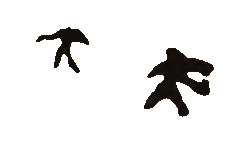

## Комментарии
1. 1 2 3  По специфике изображений, техническим приёмам нанесения рисунков, датировке исследователи выделяют в Забайкалье «селенгинские», «кяхтинские», «таёжные (лесные)» и «средневековые» группы писаниц — древние изображения на стенках и потолках пещер, на открытых скальных поверхностях и отдельных камнях. Самой распространенной из них является «селенгинская». Термин «селенгинские» петроглифы ввели А. П. Окладников и В. Д. Запорожская относительно памятников древнего наскального искусства Бурятии эпохи бронзы — раннего железа, подчеркивая, что «писаницы этой группы строго и четко локализованы в пространстве, в основном – бассейном реки Селенги»[15].
2. 1 2  Снимание рисунков и чертежей на кальку, прозрачную бумагу[14].